# 斑条花鳅
斑条花鳅（学名：Cobitis laterimaculata）为鳅科花鳅属的鱼类。在中国，分布于甬江上游的剡溪一带等，多生活于溪边浅水处的石砾间。该物种的模式产地在浙江奉化溪口，甬江水系。

## 扩展阅读
維基物種上的相關：斑条花鳅